# Lars Krogh Gerson
Lars Christian Krogh Gerson (Luxembourg, 1990. február 5. –) luxemburgi válogatott labdarúgó, a Kongsvinger játékosa.

## Pályafutása
A Sporting Bettemburg és a Kongsvinger csapataiban nevelkedett fiatalon. Utóbbi klubbal 2008-ban az első csapattagja lett a norvég bajnokságban. Április 20-án mutatkozott be a Hødd elleni bajnokin. 2012. február 2-án csatlakozott a svéd IFK Norrköping csapatához. 2015-ben átigazolt a GIF Sundsvall csapatához, majd visszatért 2018-ban Norrköping együtteséhez. 2021 februárjában csatlakozott a spanyol Racing Santander csapatához. Ugyanebben az évben a norvég Brann csapatába igazolt, de itt sem maradt sokáig. 2022 januárjában visszatért a Kongsvinger klubjához.

## A válogatottban
Részt vett a hazai rendezésű 2006-os U17-es labdarúgó-Európa-bajnokságon. 2008. március 26-án Wales elleni felkészülési mérkőzésen kezdőként debütált a felnőtt válogatottban.

## Családja
Luxemburgi apától és norvég anyától született, de ő az előbbi válogatott mellett döntött.

## Statisztika

### Góljai a válogatottban
| # | Dátum               | Helyszín                                  | Ellenfél         | Gól | Végeredmény | Verseny                                      |
| - | ------------------- | ----------------------------------------- | ---------------- | --- | ----------- | -------------------------------------------- |
| 1 | 2011. március 29.   | Stadionul Ceahlăul, Karácsonkő, Románia   | Románia          | 1–0 | 1–3         | 2012-es labdarúgó-Európa-bajnokság selejtező |
| 2 | 2012. november 14.  | Stade Josy Barthel, Luxembourg, Luxemburg | Skócia           | 1–2 | 1–2         | Barátságos mérkőzés                          |
| 3 | 2014. szeptember 9. | Stade Josy Barthel, Luxembourg, Luxemburg | Fehéroroszország | 1–0 | 1–1         | 2016-os labdarúgó-Európa-bajnokság selejtező |
| 4 | 2015. október 12.   | Stade Josy Barthel, Luxembourg, Luxemburg | Szlovénia        | 2–3 | 2–4         | 2016-os labdarúgó-Európa-bajnokság selejtező |